# Krzyżanowice (województwo dolnośląskie)
Krzyżanowice – wieś w Polsce położona w województwie dolnośląskim, w powiecie trzebnickim, w gminie Wisznia Mała.

## Położenie
Sąsiaduje z Wrocławiem (od miasta oddziela Krzyżanowice rzeka Widawa).

## Podział administracyjny
W latach 1975–1998 miejscowość administracyjnie należała do województwa wrocławskiego.

## Obiekty sportowe
Od roku 2009 w Krzyżanowicach funkcjonuje boisko typu Orlik 2012.

## Hydrologia
Na wysokości Krzyżanowic na rzece Widawie znajduje się wodowskaz Krzyżanowice.

## Szlaki turystyczne
- Żółty:  Szlak dookoła Wrocławia im. doktora Bronisława Turonia
- Zielony:  Szlak rowerowy Wrocław - Trzebnica[4]